# 독일 신비주의
독일 신비주의(German mysticism)는 독일에서 시작된 중세 기독교 신비주의 운동이었다. 이 운동의 시작은 힐데가르디스 빙겐시스까지 올라갈수 있지만 일반적으로 마이스터 에크하르트(Meister Eckhart), 요한 타울러(Johannes Tauler), 및 헨리 수소 (Henry Suso)에 의해 대표된다. 다른 유명한 인물로는 룰만 메르윈(Rulman Merswin)과 마가레타 에브너(Margaretha Ebner), 그리고 하나님의 친구 (Friends of God)가 있다. 이 운동은 스콜라주의와 독일 신학과 대조적인 면을 보여주는데, 중세 스콜라 철학과 그 안티테제로서 근대 합리론 사이의 가교 역할을 하였다.

## 이 운동의 특성
- 긍정의 신학보단 부정의 신학에 초점을 맞춤
- 그리스도교적 목적론에 반대
- 라틴어 또는 히브리어보다는 독일어나 화란어를 선호
- 믿음보단 이성을 강조
- 믿음을 통한 구원이 아닌 층계적, 정합적 사유를 통한, 자기 수양에 기초한 망아(忘我)를 주장
- 신앙 생활에서 성직자의 권위보다는 평신도의 자각을 강조
- 인격신을 부정하고 범신론적 의미에서의 신을 강조

종교개혁 뿐만 아니라 야코비, 헤겔, 셸링 등에게 영향을 주었다.

## 같이 보기
- 야코프 뵈메
- 카타리파
- 마이스터 에크하르트의 교리
- 니콜라우스 쿠자누스
- 파라켈수스
- 발도파